# Територіальна оборона Боснії і Герцеговини
Територіальна оборона Боснії і Герцеговини (ТО БіГ; босн. Teritorijalna odbrana Bosne i Hercegovine, хорв. Teritorijalna obrana Bosne i Hercegovine, скорочено: TO BiH) — перші офіційні збройні сили Республіки Боснії і Герцеговини на початку війни в Боснії та Герцеговині, реорганізовані в середині 1992 року в Армію Республіки Боснії і Герцеговини.

## Історія
ТО БіГ було створено 8 квітня 1992 у відповідь на великосербську агресію проти Боснії та Герцеговини. У певному сенсі військове формування було продовженням колишньої загальноюгославської територіальної оборони, яка розпалася за етнічною ознакою. Підрозділи ТО, що підтвердили вірність Президії Боснії і Герцеговини, утворили Територіальну оборону Боснії і Герцеговини як державну армію незалежної Боснії та Герцеговини.
Спочатку ТО БіГ була озброєна слабко, бо ЮНА зуміла перебрати на себе управління майже всіма розміщеними на території скасованої СР БіГ військовими складами попередньої територіальної оборони комуністичної федерації. Керівництво Хорватської ради оборони (ХРО), заснованої того самого дня, що й ТО БіГ, заявило, що не визнає поширення юрисдикції ТО БіГ на підрозділи ХРО, вважаючи ТО БіГ лише скомпрометованим продовженням колишньої югославської ТО, але водночас залишаючись на службі суверенної БіГ.
13 березня 1992 бійці ТО БіГ вступили у перші збройні сутички з ЮНА та сербськими воєнізованими формуваннями у Босанському Броді і Горажде. 1 квітня трапилося бойове зіткнення бійців боснійсько-герцеговинської тероборони із Сербською добровольчою гвардією Желька Ражнатовича у місті Бієліна, після чого містом оволоділи серби. 5 квітня відбувається мобілізація сил ТО у Сараєві та розгортаються перші бої між бійцями ТО БіГ та ЮНА і сербськими воєнізованими формуваннями в цьому місті. Пізніше підрозділи ТО вели бої на просторах Посавини, Східної Боснії, у Мостарі, Тузлі та Боснійській Країні.
До травня 1992 року до лав ТО БіГ влилася Патріотична ліга — босняцьке добровольче формування під орудою Сефера Халіловича.
Наприкінці травня 1992 року з 44 командирів ТО БіГ, 43 були мусульманами і один — сербом.